# Шрек
Вижте пояснителната страница за други значения на Шрек.
„Шрек“ (на английски: Shrek) е американски компютърно анимационен фантастичен комедиен филм от 2001 г., базиран на едноименната книга от 1990 г. на Уилям Стийг. Режисиран от Андрю Адамсън и Вики Дженсън в техния режисьорски дебют, със сценарий от Тед Елиът, Тери Росио, Джо Стилман и Роджър Шулман, филмът е първата част от филмовата поредица Шрек. Филмът е озвучен от Майк Майърс, Еди Мърфи, Камерън Диас и Джон Литгоу. Филмът разказва за озлобен огър на име Шрек намира своя дом в блатото, в което се заселват различни приказни същества, прогонени от обсебващия владетел лорд Фаркуад. С помощта на Магарето Шрек сключва договор с Фаркуад да спаси принцеса Фиона в замяна на възстановяването на контрола му над блатото.
След закупуването на правата върху книгата на Стийг през 1991 г., Стивън Спилбърг се опитва да продуцира традиционна анимационна филмова адаптация, но Джон Х. Уилямс го убеждава да пренесе проекта в новооснованата Дриймуъркс през 1994 г. Джефри Каценберг, заедно с Уилямс и Арън Уорнър, започва разработването на Шрек през 1995 г., веднага след като студиото купува правата от Спилбърг. Крис Фарли е избран да озвучи главния герой, като записва повечето от необходимите диалози, но умира през 1997 г., преди работата му по филма да приключи. Майърс е нает да го замести, като дава на Шрек своя шотландски акцент. Първоначално е планирано филмът да бъде създаден с помощта на улавяне на движенията, но след лошите резултати от теста, студиото наема Пасифик Дата Имиджес да завърши окончателната компютърна анимация. Шрек пародира други адаптации на приказки, предимно анимационните филми на Дисни.
Премиерата на филма е във Филмовия фестивал в Кан през 2001 г., където се състезаваше за „Златна палма“ Филмът е пуснат по кината в Съединените щати на 18 май 2001 г. и събра 484,4 милиона долара по целия свят срещу продуцентски бюджет от 60 милиона долара. „Шрек“ спечели първата в историята награда „Оскар“ за най-добър пълнометражен анимационен филм и също е номиниран за Най-добър адаптиран сценарий. Освен това спечели шест номинации за награда от Британската академия за филмово и телевизионно изкуство, в крайна сметка печели наградата за най-добър адаптиран сценарий.
Успехът на филма помага за утвърждаването на Дриймуъркс Анимейшън като конкурент на Пиксар в компютърната анимация на пълнометражни филми. Издадени са три продължения – Шрек 2 (2004), Шрек Трети (2007) и Шрек завинаги (2010) – заедно с два отделни филма – Котаракът в чизми (2011) и Котаракът в чизми 2 (2022) – и други продукции от франчайза Шрек. Освен това се смята за един от най-влиятелните анимационни филми от 2000-те години. През 2020 г. филмът е избран за съхранение в Националния филмов регистър на САЩ от Библиотеката на Конгреса като „културно, исторически или естетически значим“.

## Сюжет
Шрек е антисоциален и силно териториален огър, който обича самотата на своето блато. Животът му е прекъснат, след като джуджето лорд Фаркуад от Дулок заточва огромен брой приказни същества, които по невнимание се озовават в блатото. Ядосан от нахлуването, Шрек решава да посети Фаркуад и да поиска те да бъдат преместени другаде. Той неохотно позволява на приказливото Магаре, което също е заточено, да го придружи и да го насочи към Дулок.
Междувременно Фаркуад получава магическото огледало, което му казва, че трябва да се ожени за принцеса, за да стане крал. Фаркуад избира принцеса Фиона, която е затворена в замък, охраняван от Дракон. Без да иска да спаси Фиона, той организира турнир, в който победителят ще получи „привилегията“ да изпълни задачата от негово име. Когато Шрек и Магарето пристигат в Дулок, Фаркуад обявява, че всеки, който убие чудовището, ще бъде коронясан за победител. Шрек и Магарето побеждават рицарите на Фаркуад с относителна лекота. Развеселен, Фаркуад ги провъзгласява за шампиони и се съгласява да премести приказните създания, ако Шрек спаси Фиона.
Шрек и Магарето пътуват до замъка и са нападнати от Дракон. Шрек открива Фиона, която е ужасена от липсата на романтизъм у него. Те бягат от замъка, след като спасяват Магарето. Когато Шрек сваля шлема си и разкрива, че е чудовище, Фиона упорито отказва да отиде при Дулок, настоявайки Фаркуад да пристигне лично, за да я спаси. Шрек я взима против волята ѝ. Същата нощ, след като разполага лагера, а Фиона е сама в пещера, Шрек се доверява на Магарето за разочарованието си от страха и отхвърлянето му от другите заради външния му вид. Фиона чува това и решава да бъде мила към него. На следващия ден тримата са тормозени от Робин Худ и неговата банда Весели мъже, като Фиона ги побеждава лесно, използвайки бойни изкуства. Шрек се впечатлява от Фиона и те започват да се влюбват.
Когато триото наближава Дулок, Фиона се приютява във вятърна мелница за вечерта. Магарето по-късно влиза и открива, че Фиона се е превърнала също в огър. Тя обяснява, че е прокълната в детството си, принудена да се трансформира в чудовище всяка вечер и да се връща обратно при изгрев слънце. Тя казва на Магарето, че само „целувката на истинската любов“ ще развали магията и ще я промени в „истинската форма на любовта“. Междувременно Шрек се кани да признае чувствата си на Фиона, когато чува Фиона да нарича себе си „грозен звяр“. Вярвайки, че тя говори за него, Шрек ядосан си тръгва и се връща на следващата сутрин с Фаркуад. Объркана и наранена от внезапната враждебност на Шрек, Фиона приема предложението за брак на Фаркуад и моли да се оженят преди падането на нощта.
Шрек изоставя Магарето и се връща в своето вече освободено блато. Той бързо разбира, че въпреки уединението си, се чувства нещастен и Фиона му липсва. Магарето се връща в блатото и се изправя срещу Шрек, обяснявайки, че „грозният звяр“, за когото Фиона говори, е някой друг и го призовава да изрази чувствата си към нея, преди тя да се омъжи. Двамата се помиряват и тръгват към Дулок, яздейки Дракона, с когото Магарето се е сприятелил. Шрек прекъсва сватбата точно преди церемонията да приключи и казва на Фиона, че Фаркуад се жени за нея само за да стане крал. Слънцето залязва, когато Фиона се превръща в чудовище пред очите на всички, карайки Шрек да разбере какво е чул. Възмутен и отвратен, Фаркуад нарежда Шрек да бъде екзекутиран и Фиона да бъде задържана. Двамата са спасени, когато Дракона, заедно с Магарето, нахлуват и поглъщат Фаркуад. Шрек и Фиона изповядват любовта си и се целуват. Въпреки че проклятието на Фиона е развалено, това завинаги я превръща в чудовище против очакванията ѝ, въпреки че Шрек я уверява, че все още я намира за красива. Те се женят в блатото в присъствието на приказните същества, след което заминават на медения си месец.

## Актьорски състав
- Майк Майърс:
  - Шрек, чудовище, който спасява принцеса Фиона от кулата, в края на филма се жени за нея.[6]
  - Един от трите слепи мишки, които се качват в масата на Шрек.[7]
- Еди Мърфи – Магарето, най-добрият приятел на Шрек, който му помага да спаси принцеса Фиона от кулата.[8]
- Камерън Диас – Принцеса Фиона, която е спасена от Шрек в кулата на Дракона, за да бъде омъжена за Лорд Фаркуод, и накрая тя се влюбва в Шрек и в края на филма се омъжва за него.[9]
- Джон Литгоу – Лорд Фаркуад, който иска да се жени за принцеса Фиона и да стане крал на Дулок.[10]
- Венсан Касел – Мосю Робин Худ, който се опитва да убие Шрек.[11]
- Конрад Върнън – Джинджифиленото човече, който е разпитан от Лорд Фаркуод къде се крият приказните същества, докато неговите крака са счупени от палача Телоний.[12]
- Крис Милър:
  - Магическото огледало, който избра Принцеса Фиона за Лорд Фаркуод[7]
  - Джепето – дърводелецът на Пинокио, който го предава на стражите на Лорд Фаркуод, за да бъде арестуван.
- Коуди Камерън:
  - Пинокио – куклата, която е арестуван от стражите на Лорд Фаркуод, но по-късно избяга и нахлува в блатото на Шрек с останалите приказни герои.
  - Трите малки прасенца – които също нахлуват в блатото на Шрек.[7]
- Саймън Дж. Смит – Един от трите слепи мишки, който се качват в масата на Шрек[7]
- Кристофър Найтс:
  - Телоний – палачът от Дулок
  - Един от трите слепи мишки, който се качват в масата на Шрек
- Арън Уорнър – Големият лош вълк[7]
- Джим Къмингс – Капитанът на стражите, който отговаря за Дулок, за да арестува приказните герои.[7]
- Катлийн Фрийман – Старицата, която предава Магарето на стражите от Дулок, но по-късно е арестувана. Това е последния филм на Фрийман, която също участва в музикалната комедия „Аз пея под дъжда“ (1952) в ролята на логопед, умира на 23 август, 3 месеца след пускането на филма.[7]
- Андрю Адамсън – Талисманът на Дулок (мъж, облечен в костюм, който прилича на лорд Фаркуод), който се плаши и бяга от Шрек.[7]
- Боби Блок – Бебе мече от Трите мечки, която плаче в клетка[7]
- Майкъл Галасо – Питър Пан[7]

## Производство

### Развитие
По времето, когато Дриймуъркс Пикчърс е основана, продуцентът Джон Х. Уилямс се сдобива с книгата от децата си и когато я представя в Дриймуъркс, тя привлича вниманието на главния изпълнителен директор Джефри Каценберг и студиото решава да я адаптира във филм.
След като купува правата, Каценберг бързо дава зелена светлина за активна разработка на филма през ноември 1995 г. Стивън Спилбърг обмисля да направи традиционна анимационна филмова адаптация на книгата, когато купува правата върху произведението през 1991 г. преди основаването на Дриймуъркс, в която Бил Мъри да озвучава Шрек, а Стийв Мартин – Магарето. В началото на продукцията сърежисьорът Андрю Адамсън влиза в спор с Каценберг за това колко филмът трябва да се хареса на възрастните. Каценберг иска да бъдат привлечени и двете аудитории, но смята, че някои от идеите на Адамсън, като добавянето на сексуални шеги и музика на Гънс Ен Роузис към саундтрака, са твърде скандални. Адамсън и Кели Асбъри се присъединяват през 1997 г., за да режисират съвместно филма. Въпреки това, Асбъри напуска година по-късно, за да работи по филма от 2002 г. Спирит и е заменен с художника на историята Вики Дженсън, въпреки че Асбъри по-късно е сърежисьор на продължението. И Адамсън, и Дженсън решават да си разделят филма, така че екипът да знае към кого да се обръща с конкретни въпроси по сцените.
Някои ранни скици на къщата на Шрек са правени между 1996 и 1997 г. с помощта на Photoshop, като скиците показват, че Шрек за първи път е живял в блато, близо до човешко село, наречено Варт Крийк. По едно време също се смята, че той живее с родителите си и държи гниеща риба в спалнята си. Раман Хуй, главният аниматор на Шрек, заявява, че Фиона „не е базирана на реално лице“, като е направил много различни скици за нея. Той е създал над 100 скулптури на Фиона, преди режисьорите да изберат окончателния дизайн. В началото на развитието арт режисьорите посещават замъка Хърст, Стратфорд на Ейвън и Дордон за вдъхновение. Арт режисьорът Дъглас Роджърс посещава плантация с магнолия в Чарлстън, Южна Каролина, за вдъхновение за блатото на Шрек. Златокоска и Спящата красавица са персонажи, които са планирани, но не се появяват във филма.

### Сценарий
Сценарият, написан от Тед Елиът, Тери Росио, Джо Стилман и Роджър Шулман, е базиран на книгата с картинки на Уилям Стийг. Начинът, по който авторът преобръща конвенциите на приказките в оригиналната книга, като прави чудовище главният герой, формира основата за това филмът да бъде пародия на приказките. Елиът и Росио започват да пишат сценария за филма през 1997 г. и работят по проекта две години. Те съсредоточават личностите на четиримата главни герои върху неадаптивните реакции към проблемите със самочувствието; докато екипът на Дриймуъркс разработва сюжета, техните личности останават същите, гарантирайки, че „тематичното единство“ на историята е запазено.

### Кастинг
Първоначално ролята на Шрек е предложена на Никълъс Кейдж, но той я отказва. През 2013 г. актьорът коментира: „Когато [героят] е нарисуван, по някакъв начин това говори повече за това как децата ще те видят, отколкото всичко друго, и много ме е грижа за това“.
Крис Фарли е нает да озвучи Шрек, като записва почти всички диалози за героя, но умира, преди да завърши проекта. Според Дейвид Спейд на Фарли му оставали само 5 дни работа по озвучаването и братът на Фарли, Джон, е помолен да завърши репликите, но той отказва. Дриймуъркс предлага ролята на Майк Майърс, който настоява за пълно презаписване на диалозите, за да не оставя следи от версията на Шрек от Фарли. Майърс иска да озвучава героя „поради две причини: исках възможността да работя с Джефри Каценберг; и [книгата е] страхотна история за приемането на себе си такъв, какъвто си“.
След като Майърс завършва озвучаването на героя през 1999 г. и филмът е във фаза на производство, груба версия на филма е показана през февруари 2000 г. Майърс иска да запише отново всичките си реплики с шотландски акцент, подобен на този, който майка му е използвала, когато му е разказвала приказки за лека нощ, а също и за ролите му в други филми, като Омъжих се за убиец и Остин Пауърс: Шпионинът любовник. След като прослушва алтернативния запис, Каценберг се съгласява Майърс да повтори сцени във филма, казвайки: „Беше толкова добре, че взехме анимация на стойност 4 милиона долара и я направихме отново“. Майърс оспорва сумата, като казва, че „това не е струвало на студиото „милиони долари“, както се говори. „Това означаваше, че вместо да отида на десет сесии, отидох на двадесет сесии. Платиха ми същото“. Поради това, че Майърс озвучава героя, започват да идват повече идеи. Има по-ясни моменти от историята, по-свежи и комедийни сцени. „Получих писмо от Спилбърг, в което ми благодари толкова много, че се грижа за героя и че шотландският акцент е подобрил филма“, споделя актьорът.
Актрисата Джейн Гарофало трябва да озвучи принцеса Фиона. Тя обаче е уволнена от проекта по необясними причини. Години по-късно заявява: „Никога не ми казаха защо [бях уволнена]. Предполагам, защото понякога звуча като мъж? Не знам защо. Никой не ми каза, но на кого му пука“.

### Анимация
Първоначално филмът е планиран да сечетава хибрид на живо действие с Ес Джи анимация, комбинирани в сцената като компютърна графика, уловена с движение, използвайки система от камери Експерт Вижън Хайрс Фалкон 10 за улавяне и прилагане на реалистични човешки движения към героите. Значителен екип е нает да проведе тест и след година и половина научноизследователска и развойна дейност, тестът най-накрая е прегледан през май 1997 г. Резултатите не са задоволителни, като Каценберг заявява: „Изглеждаше ужасно, не проработи, не беше смешно и не ни хареса“. Анимацията не е излъчвана публично до 2023 г., когато е качена от дизайнера на продукцията Бари Е. Джаксън в неговия канал в YouTube. След това студиото се обръща към своите продуцентски партньори Пасифик Дата Имиджес, които започват продукция със студиото през 1998 г. и съдействат за достигането на филма до окончателния си, компютърно анимационен вид. По това време Мравката Z все още се продуцира в студиото и ръководителят на ефектите Кен Биленберг е помолен от Арън Уорнър „да започне разработката за Шрек“. Подобно на предишните филми на Пасифик Дата Имиджес, същите използват собствен собствен софтуер за своите анимационни филми.
Шрек се състои от 1288 кадъра. Арън Уорнър казва, че създателите са „предвидили магическа среда, в която можете да се потопите“. Шрек включва 36 отделни локации, за да се изгради светът във филма, за който Дриймуъркс твърди, че са повече от всяка предишна компютърна анимация. Локациите във филма са финализирани и – както е демонстрирано от минали анимационни филми на компанията – цветът и настроението са от първостепенно значение. Анимацията е завършена през 2000 г.

### Музика
Шрек е третият анимационен филм на Дриймуъркс Анимейшън (и единствен филм от поредицата Шрек), в който Хари Грегсън-Уилямс си партнира с Джон Пауъл, за да композират музиката след Мравката Z (1998) и Бягството на пилето (2000). Пауъл не е привлечен да композира музиката на следващите филми с Грегсън-Уилямс поради конфликт.

## Културни препратки
На много места филмът препраща към класически филми, предимно тези на Дисни. Когато Магарето казва „Аз мога да летя“, а хората наоколо, включително Трите прасенца, казват „Той може да лети, той може да лети“; това е препратка към Питър Пан на Дисни. След това Магарето казва, докато още лети: „Може да сте виждали домашна муха, може би дори супер муха, но се обзалагам, че никога не сте виждали Магаре да лети!“. Тази сцена е препратка към филма на Дисни Дъмбо. Сцената, в която Фиона пее на синята птица, е препратка към Снежанка и седемте джуджета. Сцената на трансформация в края на филма препраща към Красавицата и Звяра на Дисни.
Когато Шрек пресича моста към замъка и казва: „Ще стане, магаренце, ще стане“, това е препратка към филма Бейб. Сцената, в която принцеса Фиона се бие с веселите хора, е дълга препратка към филма Матрицата. В края на филма Джинджифиленото човече с патерица и един крак казва „Бог да ни благослови, всички“ е препратка към малкия Тим от Коледна песен.
Сцената, в която Магическото огледало дава на лорд Фаркуад възможността да се ожени за три принцеси, пародира популярното американско телевизионно шоу The Dating Game с участието на: Пепеляшка и Снежанка. Освен това кралство Дулок в стила на тематичния парк на лорд Фаркуад силно имитира Дисниленд, дори дотолкова, доколкото пародира известното музикално пътуване „Това е малък свят“ в сцената с пеещите кукли. Предполага се, че самият лорд Фаркуад е нелицеприятна пародия на тогавашния главен изпълнителен директор на Дисни Майкъл Айснер, когото продуцентът Каценберг, бивш служител на компанията, според съобщенията не харесва.

## „Шрек“ В България
В България първоначално е пуснат по кината от Съни филмс ентъртеймънт на 26 октомври 2001 г.
На 15 май 2002 г. е издаден на видеокасета от Александра Видео, тъй като насинхронния дублаж е направен по-късно преди изданието за домашно видео. Също така е издаден на DVD със субтитри на български, вместо дублаж.
По-късно е издаден отново на DVD от Prooptiki Bulgaria.
Филмът прави първата си телевизионна премиера по bTV на 1 януари 2005 г. и приключва до 24 декември 2007 г.
Повторенията на филма са излъчвани по-късно по FOX Life през 2008 г., после са преместени по Нова телевизия през 1 януари 2010 г. до 10 май 2015 г., и по KinoNova от 2010 г. до 2014 г.
След 5 години филмът отново се излъчват повторения на филма по FOX на 31 май 2020 г. с HD качество.
На 1 юни 2021 г. се излъчва и по HBO, заедно с „Шрек 2“.